# Abrodictyum angustimarginatum
Abrodictyum angustimarginatum là một loài dương xỉ trong họ Hymenophyllaceae. Loài này được Bonap. J.P. Roux mô tả khoa học đầu tiên năm 2009.